# Движение гражданского действия
Движение гражданского действия (фр. Mouvement d’action civique) — бельгийская ультраправая организация, действовавшая с 1960 по 1962 год. Известна как одна из партий, исповедующих панъевропейский национализм. В 1962 году слилась в Национальную партию Европы вместе с другими партиями: Европейским социальным движением Освальда Мосли, Немецкой имперской партией, Итальянским социальным движением и французской Молодой Европой.
В качестве логотипа Движение приняло кельтский крест. 

## История
В сентябре 1960 года бельгийским политиком Жаном Тириаром на базе «Комитета действий по защите бельгийцев в Африке» (фр. Comité d'action et de défense des Belges d'Afrique) было основано Движение гражданского действия. Истоки организации лежат в получении независимости Бельгийским Конго в 1960 году и последовавшем за этим Конголезском кризисе, в результате которого подавляющее большинство белых колонистов, в основном франкоязычных, вернулись в Бельгию. Организация исповедовала проколониализм и выступала за создание европейского политического сообщества, простирающегося от Норвегии до Южной Африки, в форме межконтинентального якобинского государства. 
Организация оказывала материально-техническую поддержку Секретной вооружённой организации, которая выступала против независимости Алжира и устраивала террористические акции в защиту Французского Алжира.
На парламентских выборах в Бельгии в 1961 году Движение безуспешно пыталось объединить в единое политическое формирование различные ультраправые партии того времени: Национальная партия (фр. Parti national), Независимая партия (фр. Parti indépendant), Социал-независимая партия (фр. Parti social-indépendant), Национальное собрание (фр. Rassemblement national) и другие.